# Renato Balduzzi
Renato Balduzzi (Voghera, 12 de febrer de 1955) és un advocat, acadèmic i polític italià professor de dret constitucional a la Universitat Catòlica del Sagrat Cor. Expert en dret de sanitat ha estat el Ministre de Sanitat del govern de Mario Monti i membre de la XVII legislatura per Elecció Cívica, així com president de la Comissió parlamentària d'assumptes regionals.

## Biografia
Es va graduar en dret l'any 1979 a la Universitat de Gènova, és professor de Dret constitucional a la Universitat Catòlica del Sagrat Cor de Milà des de l'1 de novembre de 2011. També va ocupar aquest mateix càrrec a la facultat d'Alessandria (municipi del Piemont) pertanyent a la Universitat de Piemont Oriental "Amadeo Avogadro", on va ensenyar dret constitucional de la salut i atenció sanitària; en aquesta mateixa universitat va ser director del Centre d'Excel·lència per a la gestió interinstitucional de salut (CEIMS) i coordinador del Doctorat de recerca en autonomia local, serveis públics i drets de la ciutadania (DRASD).
Ha ocupat el càrrec de Cap de la Secretaria legislativa del Ministeri de Sanitat entre el 1997 al 1999, presidint la Comissió ministerial per a la reforma sanitaria. Ha realitzat estudis i assessorament jurídic en elcamp sanitari per a les regions de Llombardia, Emília-Romanya, Sardenya, Piemont, Ligúria i de la província autònoma de Trento.
Entre 2007 i 2008 va coordinar el Llibre bianco sui principi fondamentali del Servizio sanitari nazionale, promogut pel Ministeri de Sanitat. Va ser membre de la Comissió per a la planificació sanitària del Ministeri de Sanitat i president de la Unitat d'avaluació de l'Hospital universitari Maggiore della Carità de Novara. El 2002 va ser responsable de l'Observatori de les polítiques socials i sanitàries del Centre per la recerca sobre el sector públic «Vittorio Bachelet» de la «Guido Carli» a la Universitat de Roma. Des de febrer de 2007 fins a 2011 va ser president de l'Agenzia nazionale per i servizi sanitari regionali, un ens públic nacional de recerca i suport al ministre de sanitat i les regions en l'àmbit de l'organització i l'atenció sanitària.
El 16 de novembre de 2011, Balduzzi va ser nomenat ministre de Sanitat del govern tecnocràtic de Mario Monti. El 2013, es va unir a Elecció Cívica, el partit acabat de fundar per Monti. A les eleccions generals italianes del 25 de febrer 2013, va ser elegit diputat en la llista de coalició Amb Monti per Itàlia del districte electoral de la regió del Piemont. El càrrec de Balduzzi com a ministre de Sanitat va acabar el 28 d'abril de 2013, sent substituït per Beatrice Lorenzin.